# 羅肖里鄉 (比霍爾縣)
47°15′N 21°57′E / 47.25°N 21.95°E
羅肖里鄉（羅馬尼亞語：Comuna Roșiori, Bihor），是羅馬尼亞的鄉份，位於該國西北部，由比霍爾縣負責管轄，面積38平方公里，海拔高度108米，2007年人口3,145，人口密度每平方公里83人。